# The Lexicon of Love II
The Lexicon of Love II är ett musikalbum av den brittiska gruppen ABC utgivet 2016. Det är en uppföljare till albumet The Lexicon of Love från 1982. Vid sin utgivning fick det ett blandat, men överlag positivt kritikermottagande.

## Låtförteckning
1. "The Flames of Desire" (Martin Fry, Charlie Mole, Marcus Vere) – 4:27
2. "Viva Love" (Fry, Mole, Vere) – 4:14
3. "Ten Below Zero" (Fry, Mole, Vere) – 3:58
4. "Confessions of a Fool" (Fry, Rob Fusari) –	3:55
5. "Singer Not the Song" (Fry, Fusari) – 4:10
6. "The Ship of the Seasick Sailor" (Fry, Fusari) – 4:41
7. "Kiss Me Goodbye" (Fry, Mole, Vere) – 4:52
8. "I Believe in Love" (Fry, Matt Rowe) – 4:42
9. "The Love Inside the Love" (Fry, Anne Dudley) – 4:12
10. "Brighter Than the Sun" (Fry, Dudley) – 5:13
11. "Viva Love Reprise" (Fry, Mole, Vere) – 0:55